# Maria Sibylla Merian

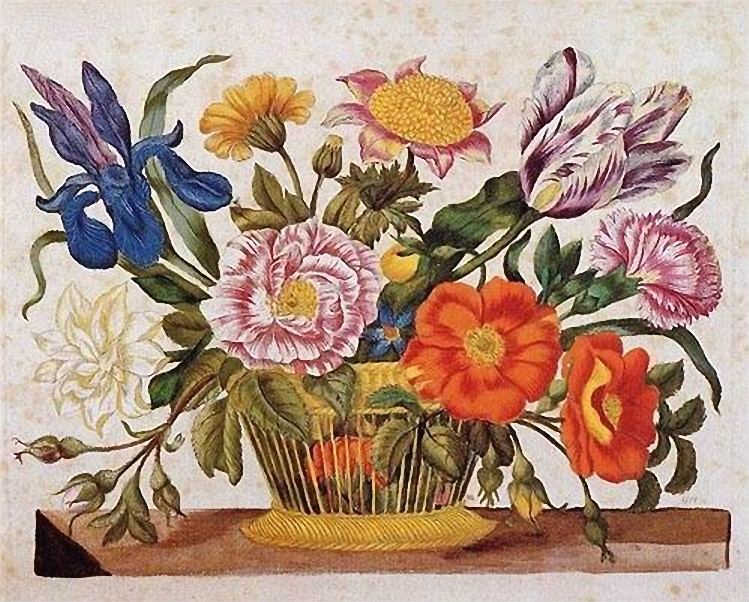
Ilustracja z książki Der Raupen wunderbare Verwandlung und sonderbare Blumennahrung (1680) – Tablica CLXIX

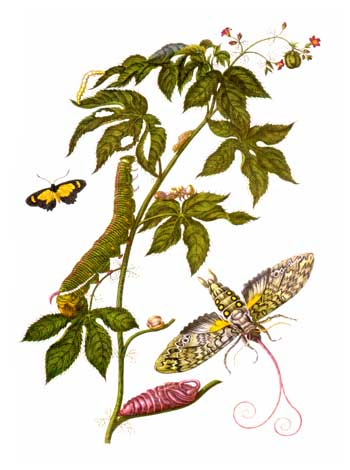
Ilustracja z książki Metamorphosis insectorum Surinamensium (1705) – Tablica XXXVIII

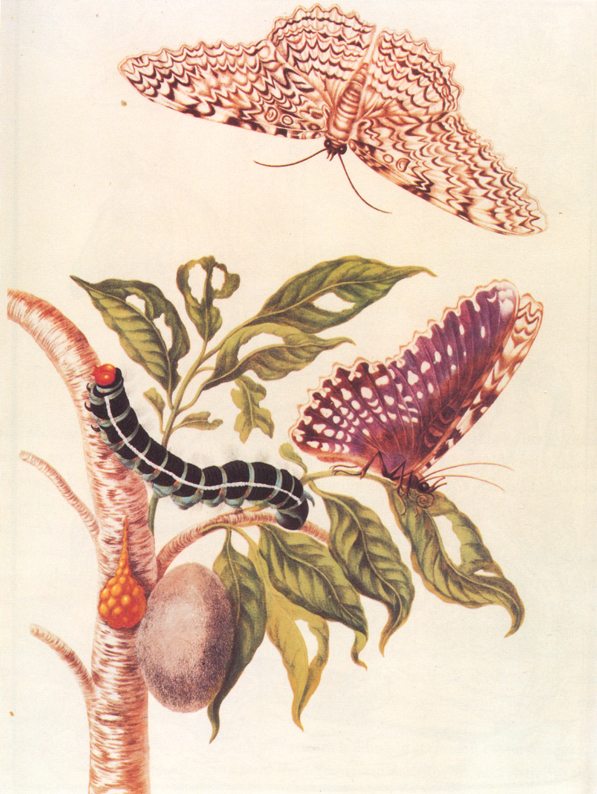
Ilustracja z książki Metamorphosis insectorum Surinamensium (1705) – Tablica XX: metamorfoza motyla

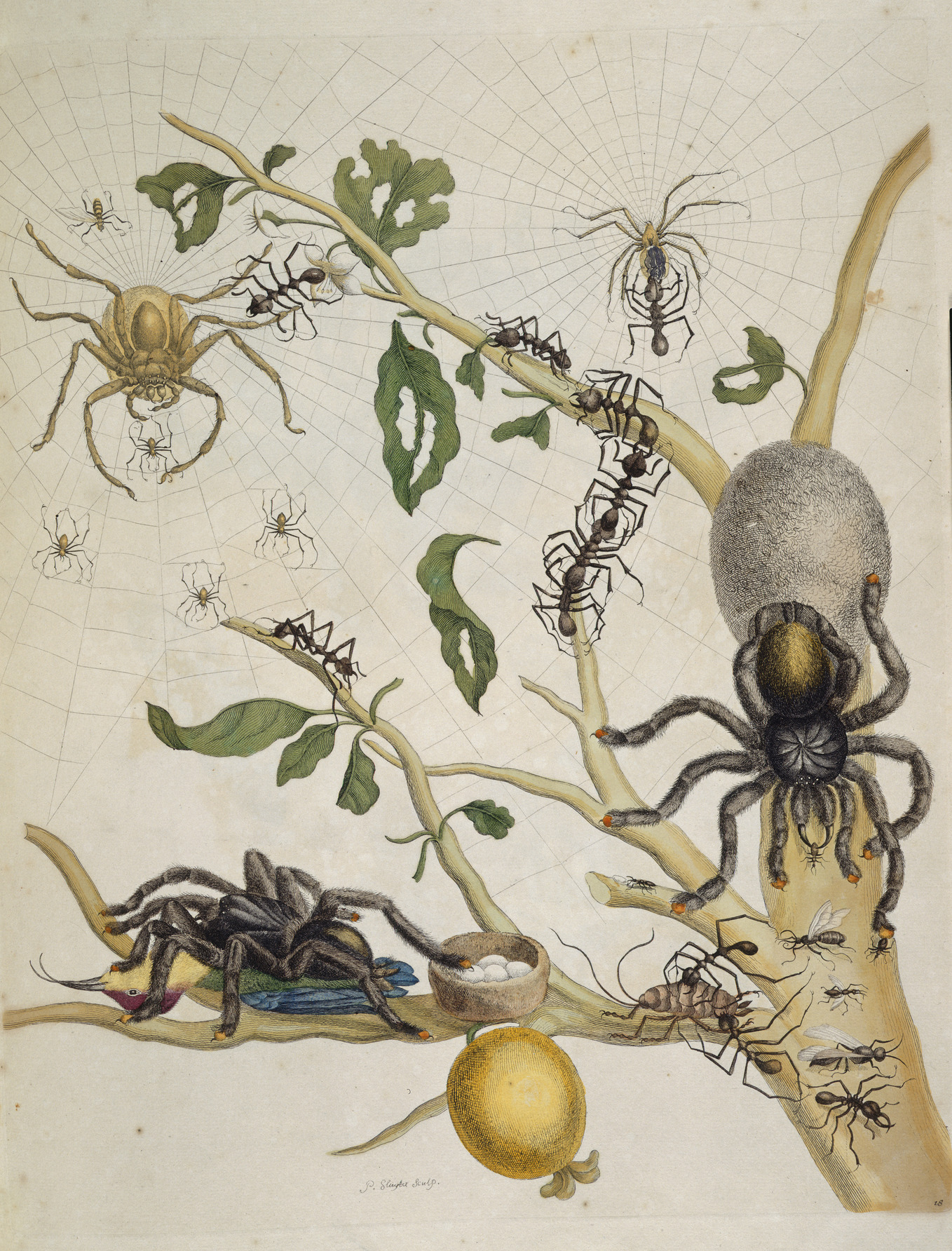
Ilustracja z książki Metamorphosis insectorum Surinamensium (1705) – Tablica XVIII

Maria Sibylla Merian (ur. 2 kwietnia 1647 we Frankfurcie nad Menem, zm. 13 stycznia 1717 w Amsterdamie) – niemiecko-holenderska entomolożka oraz malarka (akwarelistka), graficzka i rysowniczka.

## Życiorys
Córka wydawcy i grafika z Bazylei Matthäusa Meriana (1593–1650) (autora dzieł Topographia Germaniae i Theatrum Europaeum) i jego drugiej żony Johanny Sibylli Heim o korzeniach walońskich. 
Ojciec zmarł, gdy miała 3 lata, a rok później jej matka poślubiła Jacoba Marella (1614–1681), malarza specjalizującego się w przedstawieniach kwiatów i martwych naturach . Maria Sibylla nauczyła się malarstwa i grafiki od ojczyma . Już w wieku 13 lat malowała kwiaty i owady na podstawie własnych obserwacji natury. Sama nauczyła się łaciny.   

«W młodości zajmowałam się poszukiwaniem owadów. Zaczęłam od jedwabników w moim rodzinnym mieście Frankfurcie. Następnie ustaliłam, że z innych gąsienic rozwijało się wiele pięknych motyli lub ciem tak jak z gąsienic jedwabników. To przywiodło mnie do zbierania wszystkich gąsienic, jakie mogłam znaleźć, aby obserwować ich przemianę [...]»

W wieku 18 lat, w 1665 roku, poślubiła malarza Johanna Andreasa Graffa, ucznia Marrela . W 1668 roku urodziła się ich pierwsza córka – Johanna Helena . W 1670 roku rodzina przeniosła się do Norymbergi, gdzie w 1678 roku urodziła się druga córka artystów – Dorothea Maria . 
W Norymberdze Merian kontynuowała badania, znosząc do swojej pracowni rozmaite gąsienice i rośliny, na których żerowały, by obserwować i dokumentować ich przemianę. Szczegóły metamorfozy notowała i ilustrowała w swoim dzienniku, który prowadziła przez 30 lat. 
Pierwsze zachowane prace malarskie Merian pochodzą z 1668 roku – martwa natura i obraz przedstawiający żabę i ważkę. W 1675 roku ukazała się pierwsza część jej dzieła Blumenbuch, w 1677 i 1680 roku kolejne dwie części. Każda część składała się z dwunastu tablic z miedziorytami kwiatów i wieńców, na których okazjonalnie znajdowały się gąsienice, motyle i pająki. Przedstawienia te można wykorzystać jako wzory haftu . Jej ojczym sprzedawał jej rysunki w swoim sklepie w Utrechcie, co przyczyniło się do jej popularności w Holandii . 
W 1675 roku Joachim von Sandrart (1606–1688) wspomniał Merian w swoim dziele o historii sztuki niemieckiej L’Academia Todesca della Architectura Scultura et Pictura: Oder Teutsche Academie der Edlen Bau- Bild und Mahlerey-Künste, porównując ją do bogini Minerwy.
Merian zajmowała się badaniem metamorfozy motyli i chrząszczy, co opisała w wydanym w 1679 roku dziele Der Raupen wunderbare Verwandlung und sonderbare Blumennahrung (pol. „Cudowna przemiana gąsienicy i jej szczególne pożywienie kwiatowe”) z 50 grafikami.  
W 1681 roku Merian wraz z córkami wróciła do Frankfurtu . W 1685 roku zostawiła męża i razem z córkami i swoją matką udała się do komuny labadystów w Wiuwert w zachodniej Fryzji . Merian przybywała w komunie przez wiele lat i to wówczas zapewne zgromadziła wiedzę na temat owadów tropikalnych. Zamek Waltha, gdzie mieszkała, był własnością Cornelisa van Sommelsdijka (1637–1688) gubernatora Surinamu w latach 1683–1688. Labadyści powracający z plantacji w Surinamie przywozili spreparowane okazy tamtejszych owadów . 
W 1691 roku Merian opuściła labadystów i przeniosła się wraz z córkami do Amsterdamu . Poświęciła się dogłębnym studiom nad owadami, otrzymując wsparcie od wysoko usytuowanych ludzi ze świata polityki i biznesu. By utrzymać rodzinę, udzielała lekcji rysunku i sprzedawała własną pracę. W Amsterdamie zetknęła się z prywatnymi kolekcjami egzotycznych zwierząt i roślin oraz zbiorami gabinetów osobliwości, m.in. burmistrza Amstedramu Nicolaesa Witsena (1641–1717), Frederika Ruyscha (1638–1731) i Levinusa Vincenta (1658–1727). Merian wraz z córką Johanną Heleną pracowała obok innych artystów nad kolorową dokumentacją zbiorów botanicznych Agnety Block (1626–1704) i wyhodowanych przez nią roślin .
W 1692 roku jej małżeństwo z Graffem zostało formalnie rozwiązane .  
W 1699 roku wyjechała z młodszą córką do Surinamu, by prowadzić badania nad tropikalnymi roślinami i owadami. Przebywały tam dwa lata, prowadząc wyprawy studialne z baz na plantacjach labadystów . W 1701 roku musiały wrócić do Amsterdamu z powodu choroby Merian
. Z wyprawy przywiozły także wiele spreparowanych okazów, m.in. krokodyla, różnych węży, 20 pudeł z motylami, żukami i kolibrami.   
Zebrana w Surinamie ogromna dokumentacja umożliwiła Marii Sibylli po 3 latach intensywnej pracy opublikowanie w Amsterdamie w 1705 roku jej najważniejszego dzieła: Metamorphosis insectorum Surinamensium . Pisała wówczas:

«Aby zrealizować tę pracę nie byłam chciwa, lecz jeśli otrzymałam zwrot poniesionych kosztów, zadowoliłam się tym. Nie liczyłam się z kosztami dla ukończenia tego dzieła. Kazałam sławnemu mistrzowi wykonać matryce, jednocześnie dostarczyłam najlepszego papieru, aby przynieść radość i przyjemność nie tylko miłośnikom sztuki, lecz także miłośnikom owadów i cieszę się bardzo, kiedy słyszę, że osiągnęłam swój cel i jednocześnie przyniosłam radość.»

W 1714 roku Merian została częściowo sparaliżowana na skutek apopleksji i pozostawała pod opieką córki Dorothei . Merian zmarła w 1717 roku w wieku 70 lat w Amsterdamie . Po jej śmierci Dorothea opublikowała trzeci tom jej dzieła Der rupsen begin, voedsel en wonderbaare verandering, waarin de oorsprong, spijs en gestaltenverwisseling, als ook de tijd, plaats en eigenschappen der rupsen, wormen, kapellen, uiltjes, vliegen en andere diergelijke bloedelooze beesjes vertoont worden . W październiku 1717 roku Dorothea z mężem wyjechała do Petersburga na zaproszenie cara Piotra Wielkiego, który zapoznał się z dziełem Merian podczas pobytu w Amsterdamie w latach 1716–1717  i zakupił jej 254 prace .

## Dokonania naukowe
Merian uznawana jest za pionierkę entomologii. Systematyczne badania prowadziła od 1675 roku . Przyczyniła się do wyjaśnienia cyklu rozwojowego owadów, ukazując rozwój motyli od gąsienicy przez przeobrażenie do poczwarki oraz dokumentując dietę gąsienic . Merian wskazała, że każdy gatunek motyla w stadium gąsienicy odżywia się innymi roślinami, na których znoszone są jaja. Dzięki jej pracom stopniowo zarzucono teorię samorództwa  gąsienic z gnijącej materii . Jej prace przyczyniły się do rozwoju entomologii na przełomie XVII i XVIII w. 
W swoim dziele Raupenbuch umieściła innowacyjne ilustracje przedstawiające motyle i ćmy, ich gąsienice oraz rośliny, na których żerują gąsienice. Podejście to zastosowała również w dziele Metamorphosis insectorum Surinamensium, gdzie nazwy roślin podawała za nazwami używanymi przez miejscowych Indian. Poza ilustracjami motyli i gąsienic książka zawierała także przedstawienia mrówek, pająków, płazów i gadów . Opisy zoologiczne sporządziła na podstawie publikacji Jana Swammerdama (1637–1680) i Antoniego van Leeuwenhoeka (1632–1723) . Metamorphosis insectorum Surinamensium uznawane jest za jedno z najważniejszych dzieł przyrodniczych owych czasów i było pierwszą pracą naukową poświęconą Surinamowi. 
Jej prace nad europejskimi motylami są poprawne pod względem naukowym, natomiast w Metamorphosis insectorum Surinamensium motyle nie zawsze przedstawione są z właściwymi im gąsienicami, co mogło być związane z przemieszczeniem się okazów podczas podróży i słabym stanem zdrowia autorki .
Jedna z jej ilustracji w Metamorphosis insectorum Surinamensium (Tablica XVIII) przedstawia wielkiego pająka, który złapał małego ptaka, co mogło przyczynić się do powstania nazwy – ptaszniki . 

### Dzieła
Lista publikacji za de Baar (2015) :
- 1675 – Blumenbuch, tom 1
- 1677 – Blumenbuch, tom 2
- 1679 – Der Raupen wunderbare Verwandlung und sonderbare Blumennahrung
- 1680 – Blumenbuch, tom 3
- 1680 – Neues Blumenbuch (wydanie zbiorcze wszystkich trzech tomów Blumenbuch)
- 1705 – Metamorphosis insectorum Surinamensium
- 1713–1717 – Der rupsen begin, voedsel en wonderbaare verandering, waarin de oorsprong, spijs en gestaltenverwisseling, als ook de tijd, plaats en eigenschappen der rupsen, wormen, kapellen, uiltjes, vliegen en andere diergelijke bloedelooze beesjes vertoont worden

## Upamiętnienie
Prace Merian stały się znane w pierwszej połowie XVIII w., jednak w wieku XIX, wraz z postępem nauki, prace wcześniejszych badaczy zostały odrzucone jako amatorskie i Merian została zapomniana. Badaczka została ponownie odkryta i doceniona pod koniec XX wieku – w 1974 roku Akademia Nauk ZSRR wydała 50 akwareli Merian, a w 1976 roku jej notatnik. 

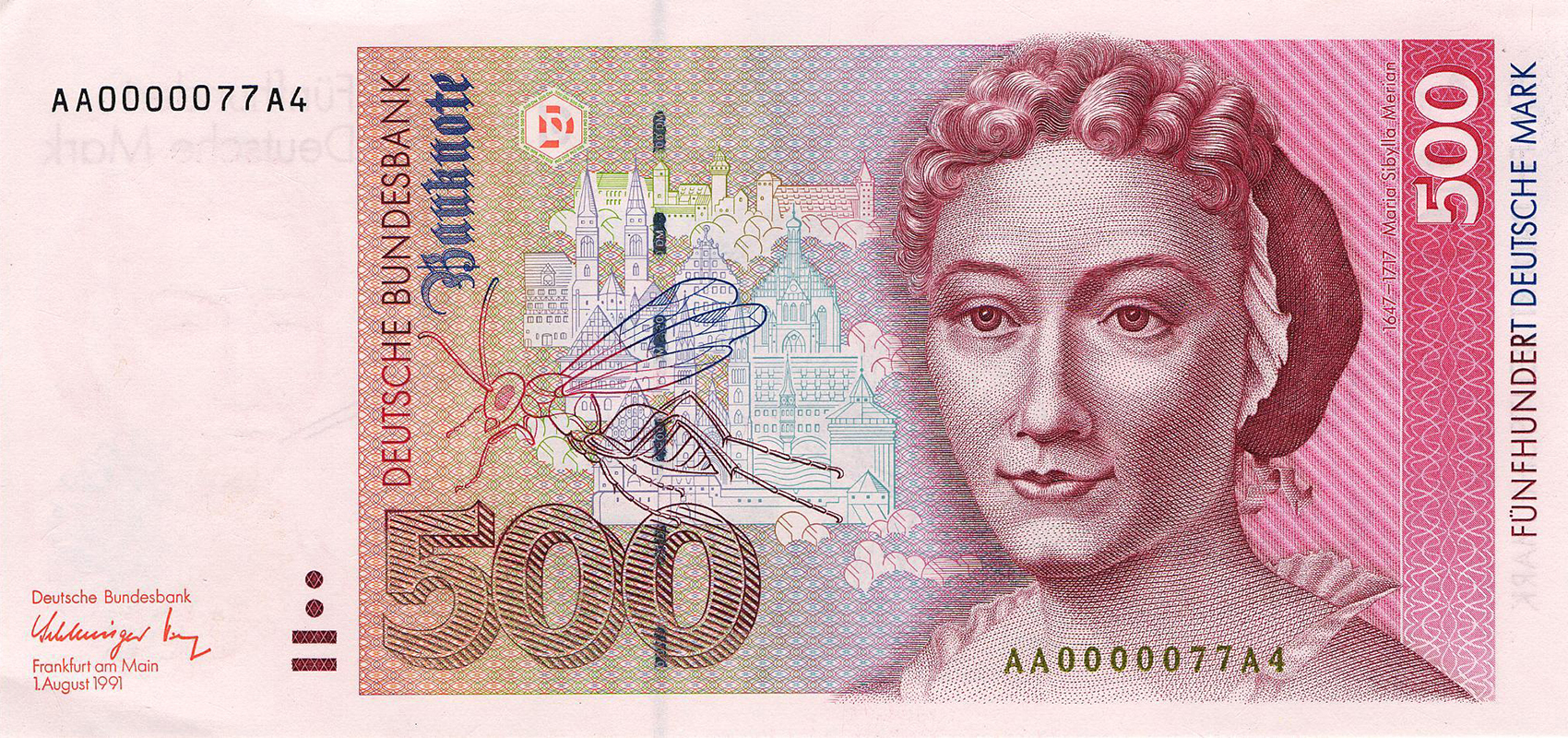
Banknot niemiecki o nominale 500 marek

W 1991 roku Niemcy umieściły jej portret na banknocie o nominale 500 marek. Jej podobizna znalazła się także na znaczkach pocztowych, jej imieniem nazwano statek badawczy , a życie Merian stało się podstawą dla sztuki teatralnej. W 1997 roku Stany Zjednoczone wydały dwa znaczki pocztowe z ilustracjami Merian owoców z Surinamu – cytryny i ananasa. W latach 1994–2009 ministerstwo nauki i sztuki Hesji przyznawało nagrodę im. Merian – Maria Sibylla Merian-Preis.
2 kwietnia 2013 roku Merian została upamiętniona okolicznościowym Google Doodle bazującym na akwareli Merian przedstawiającej legwana zielonego . 
Na cześć Merian nazwano gatunek modliszek Sibylla, a także wiele innych zwierząt i roślin, m.in. kląskawkę Saxicola torquatus sibilla, owady: Erinnyis merianae z zawisakowatych, Eulaema meriana z pszczół właściwych, Evagetes meriane z nastecznikowatych, Heliconius melpomene meriana, jaszczurkę Salvator merianae, pająka Metellina merianae czy gatunek watsonii Watsonia meriana.
W 2014 roku powołano do życia międzynarodowe Towarzystwo im. Marii Sibylli Merian (ang. The Maria Sibylla Merian Society) w celu promocji pracy Merian .
Maria Sibylla Merian jest pierwowzorem głównej bohaterki powieści Selji Ahavy Kobieta, która kochała owady (Grupa Wydawnicza Relacja, 2022).